# Mosquée centrale de Birmingham
La mosquée centrale de Birmingham est une mosquée située à Birmingham en Angleterre. Elle a été inaugurée en 1975.